# 特蘭斯-恩佐亞郡
特蘭斯-恩佐亞郡，是肯尼亞的一個郡，位於該國西部，由裂谷省負責管轄，首府設於基塔萊，始建於2013年3月4日，面積2,469.9平方公里，2009年人口818,757，人口密度每平方公里331.48人。